# Auguste Dumont
Augustin-Alexandre Dumont detto anche Auguste o Augustin Dumont, (Parigi, 1801 – Parigi, 28 gennaio 1884) è stato uno scultore francese.
Era figlio dello scultore Jacques-Edme Dumont e fratello della compositrice Louise Farrenc (nata Dumont).

## Biografia
Allievo di Cartellier, si aggiudicò il Grand Prix de Rome di scultura nel 1823, ex aequo con Francisque Duret, per un bassorilievo avente per soggetto Dolore di Evandro sul corpo di suo figlio Pallante. Egli è l'autore della statua posta sulla colonna di place Vendôme a Parigi, rappresentante Napoleone nella veste di Cesare (1863) e del Genio della Libertà (1835) posta sulla colonna di luglio sita al centro di place de la Bastille.
Venne ammesso all'Institut de France nel 1838 e insegnò a l'École des beaux-arts dal 1853 alla sua morte.
Fu maestro dello scultore Jean-Marie Bonnassieux e della scultrice Hélène Bertaux.

## Opere

### A Parigi

#### Musée du Louvre
- Le Ciseleur et Le Forgeron Statuette e terrecotte
- Gloire et immortalité (ca. 1854-1855), altorilievo
- Le Génie de la Liberté copia della statua in bronzo posta sulla colonna di luglio
- Projet de fronton pour le Pavillon Lesdiguières (Louvre), altorilievo

#### Altre
- Bianca di Castiglia, pietra, della serie Reines de France et Femmes illustres del Jardin du Luxembourg.
- La Prudence e La Vérité, statue site sulla facciata occidentale del Palais de Justice de Paris, rue de Harlay.
- statua del Sapeur dell'Arco del Carosello, lato Giardini delle Tuileries.
- Le Commerce (1851), statua in pietra, Bourse, place de la Bourse, angolo destro della facciata principale.
- Génie de la Liberté (1835), statua colossale in bronzo dorato, colonna di luglio, place de la Bastille.
- Eugène de Beauharnais (1814), statua in bronzo, Hôtel des Invalides, esplanade des Invalides
- Santa Cecilia, statua in pietra, Chiesa della Madeleine, peristilio, a destra della facciata.
- Filippo Augusto, statua bronzea, barrière du Trône, place de la Nation, in cima ad una colonna.
- La Sagesse, statua, Cimitero di Père-Lachaise, tomba di Pierre Cartellier.
- Napolone en empereur romain (1863, restaurata nel 1875), statue in bronzo in cima alla colonna Vendôme, copia della statua di Antoine-Denis Chaudet andata distrutta.

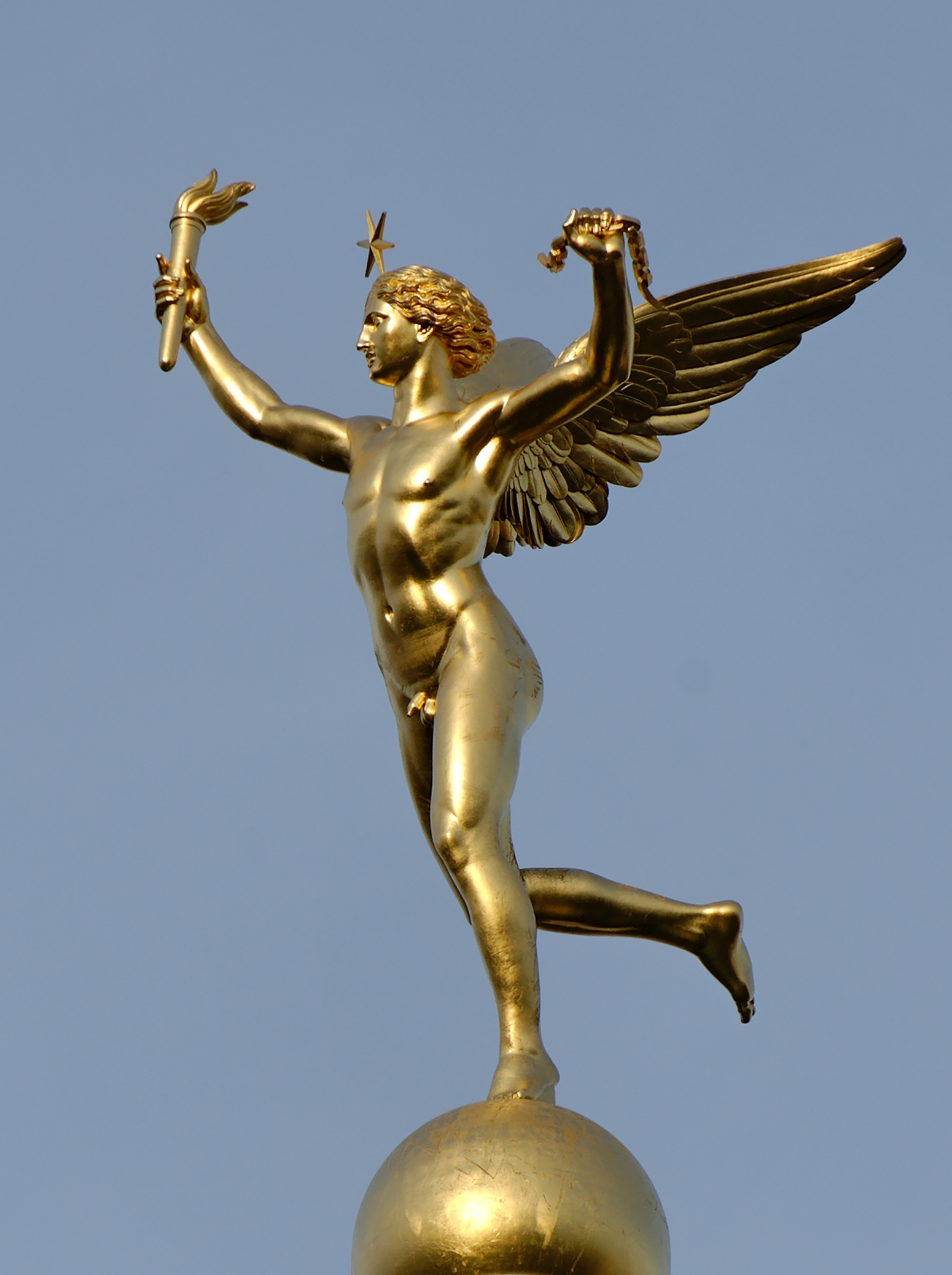
Le Génie de la Liberté, bronzo dorato, in cima alla colonna di luglio a Parigi
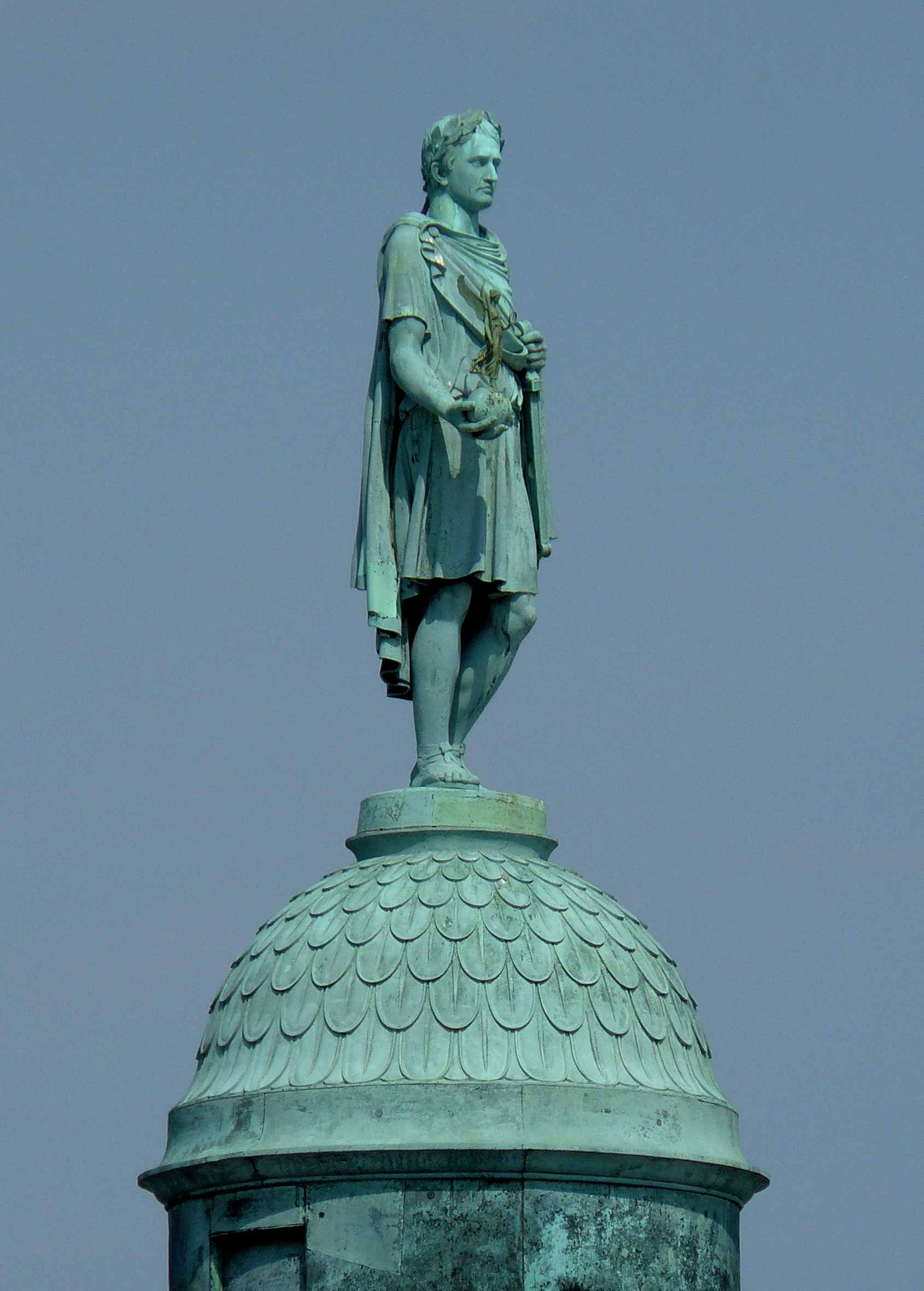
Statua della colonna Vendôme
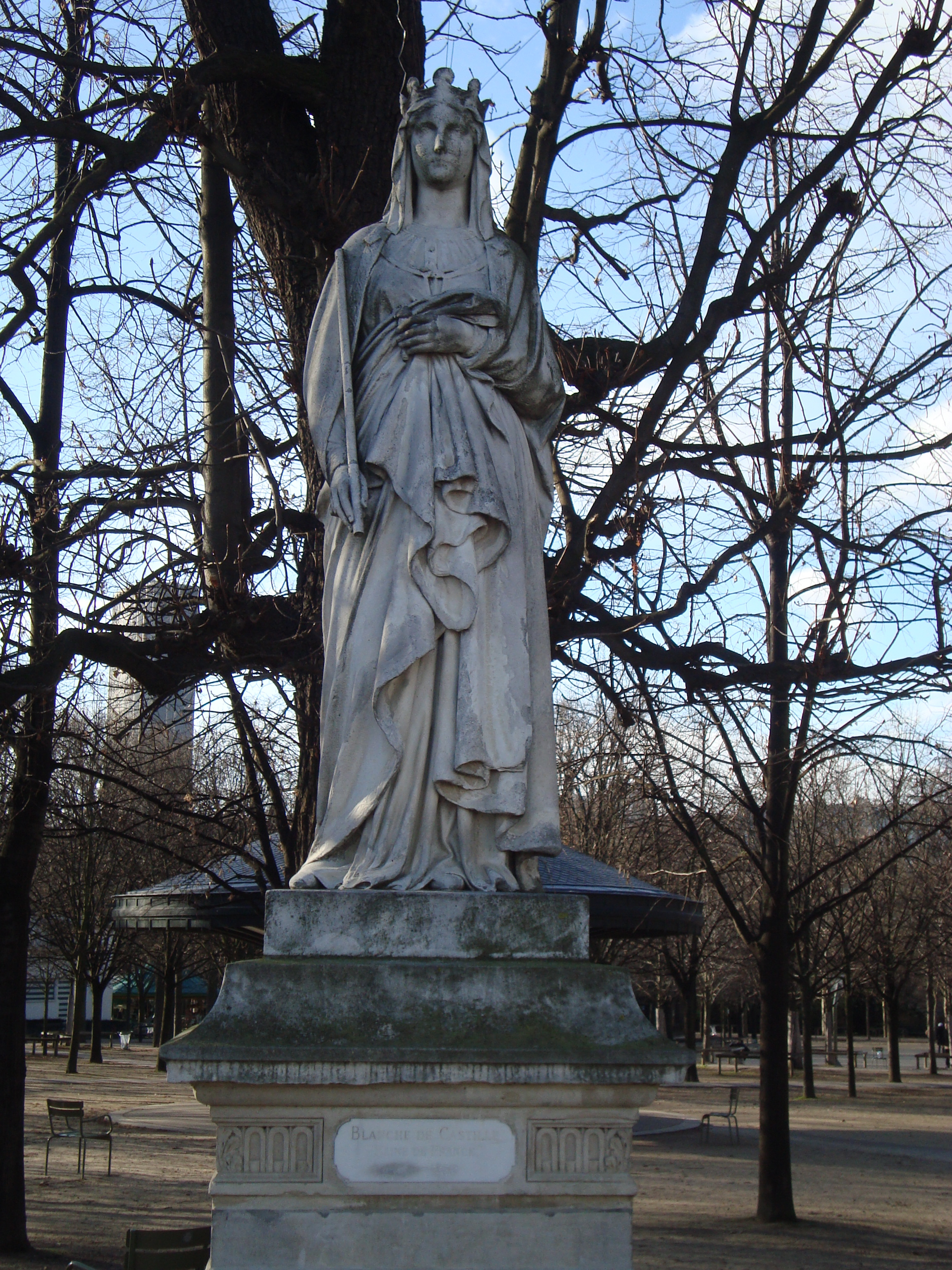
Bianca di Castiglia dalla serie Reines de France et Femmes illustres

### A Versailles
- Luigi Filippo, re di Francia (1773-1850) (1838), statua in piedi a grandezza più che naturale, marmo, Versailles, châteaux de Versailles et de Trianon : Salone del 1838, n° 1851
- Luigi Filippo, statua in piedi a grandezza più che naturale, Versailles, châteaux de Versailles et de Trianon
- Ritratto di Jean d'Aumont, maresciallo di Francia (morto nel 1595) (1838), busto,  Versailles, châteaux de Versailles et de Trianon
- Barone Alexandre de Humboldt, naturalista (1769-1859) (1870), statua in piedi a grandezza più che naturale, marmo, Versailles, châteaux de Versailles et de Trianon
- Francesco I, re di Francia (1494-1547) (1839), statua in piedi a grandezza più che naturale, marmo, Versailles, châteaux de Versailles et de Trianon
- Nicolas Poussin, statua in piedi a grandezza più che naturale, marmo, Versailles, châteaux de Versailles et de Trianon
- Louis Gabriel Suchet, duca d'Albuféra, maresciallo dell'Impero (1770-1826), statua in piedi a grandezza più che naturale, marmo, Versailles, châteaux de Versailles et de Trianon
- Ritratto di Jacques Lazare Savettier de Candras, barone de La Tour du Pré, generale di brigata (1768-1812) (1846), busto, Versailles, châteaux de Versailles et de Trianon
- Luigi I di Borbone-Condé, principe di Condé (1530-1569) (1846), statua in piedi a grandezza più che naturale, Versailles, châteaux de Versailles et de Trianon
- Ritratto di Élizabeth-Philippine de France, detta Madame Élizabeth, sorella di Luigi XVI (1764-1794) (1843), busto, Versailles, châteaux de Versailles et de Trianon
- Thomas-Robert Bugeaud de la Piconnerie, duca d'Isly, maresciallo di Francia (1784-1849) (1853), statua in piedi a grandezza più che naturale, marmo, Versailles, châteaux de Versailles et de Trianon
- Filippo II detto Filippo Augusto, re di Francia (1165-1223) (1843), statua in piedi a grandezza più che naturale, Versailles, châteaux de Versailles et de Trianon

### A Genova
- Andrea De Ferrari, busto, Palazzo Rosso
- Maria Brignole Sale, busto, Palazzo Rosso
- Leucotea (1865), statua, Palazzo Rosso
- Antonio Brignole Sale (1866), busto, Palazzo Rosso